# De lange glijbaan

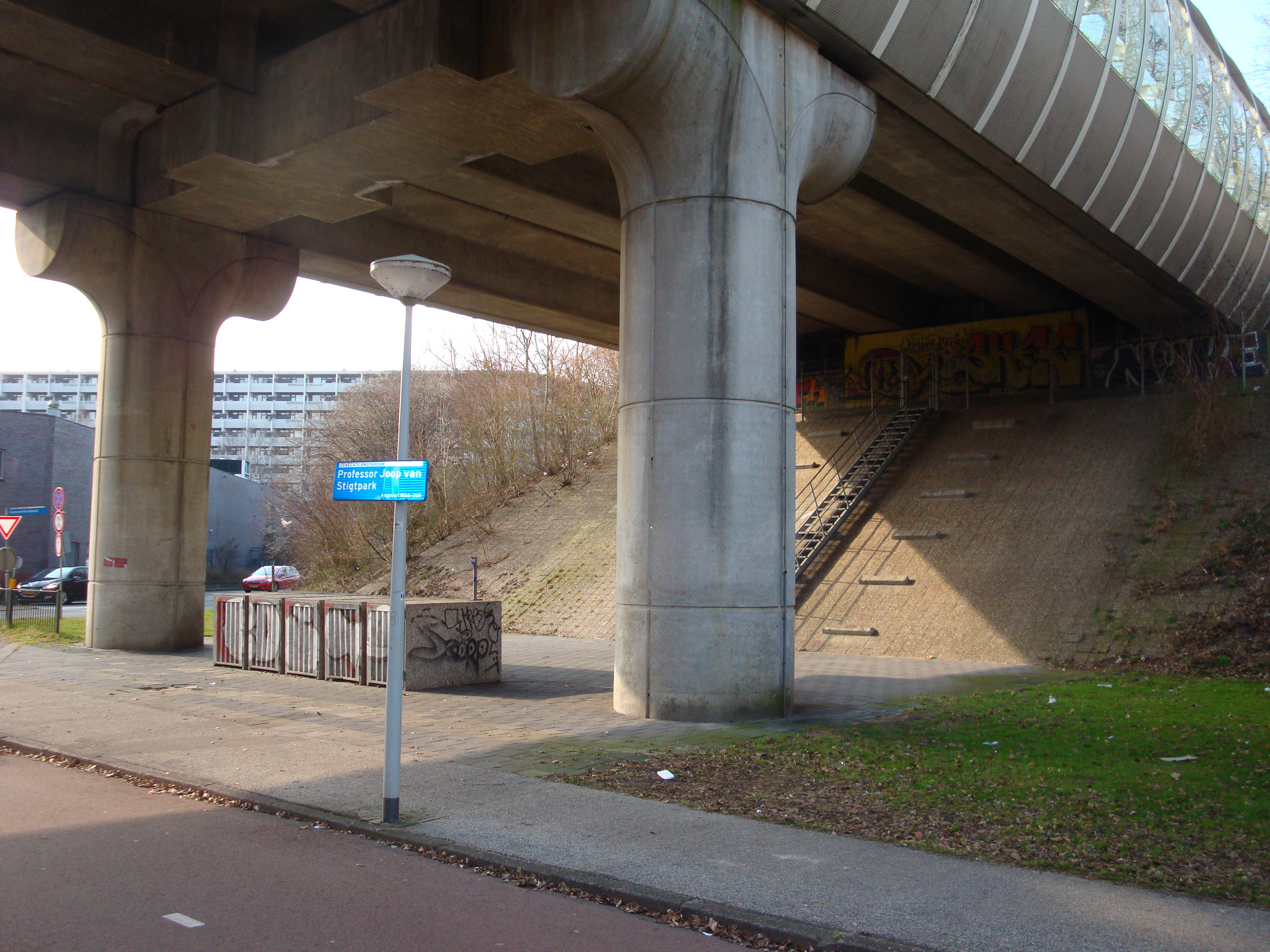
Bielsen van de glijbaan in 2021)

De lange glijbaan ook wel De grote glijbaan was een artistiek kunstwerk in Amsterdam-Zuidoost.
Het werd in 1976 geplaatst in een van de taluds van het toen nog niet geopende Metrostation Ganzenhoef en was ontworpen door Karin Daan. Het was haar eerste gemeentelijke opdracht. Bij de aanleg van de Amsterdamse metro (Oostlijn) werd geld vrijgemaakt voor een modern kunstwerk per metrostation, voor deze plek circa 100.000 gulden. De lange glijbaan was het alternatief voor een eerder samen ontworpen gigantisch ganzenei, aldus Daan in 2022. Meerdere generaties groeiden op met dit werk binnen toegepaste kunst in Amsterdam-Zuidoost. Op het talud van een metroviaduct werden een aantal bielsen geplaatst, waarop weer twee lange glijbanen werden gemonteerd. De glijgleuven waren haast een voortzetting van de bovenliggende metrorails. Daan haalde inspiratie uit haar eigen jeugd in Deventer, ze speelde dikwijls onder de spoorbrug over de IJssel. Bijkomend voordeel van deze plaats was dat de glijbanen ook bij slecht weer gebruikt konden worden; ze lagen direct onder een viaduct.
Het kunstwerk verdween rond 2002-2003 toen het metrostation rigoureus gerenoveerd werd en er een grootscheepse sanering van de wijk Bijlmermeer plaatsvond. Niemand wist wat ze met de glijbanen moesten aanvangen. De dwarsbalken bleven als ongebruikt relekwie achter. Het ontbreken van de glijbanen werd steeds meer een aandachtspunt, totdat een lid van stadsdeelcommissie het idee opperde het kunstwerk terug te halen of te kijken of het hersteld kon worden. Dat eventuele terugplaatsen heeft meer voeten in aarde dan het plaatsen destijds. Een dergelijk kunstwerk moet in 2022 aan allerlei voorschirften voldoen, vastgelegd in het Warenwetbesluit Attractie- en Speeltoestellen (WAS) (voorschriften veiligheid en beheer), die binnen de gehele Europese Unie geldt. 
In 2018 waren er pogingen ondernomen het “beeld” terug te krijgen, ze liepen op niets uit. Al was een weergave van kunstenaar Floor Wesseling enige tijd deel van de tentoonstelling Ode aan de Bijlmer. Ook in 2022 kwam het verzoek tot herstel terug. Daarna kregen de plannen vastere vorm. De gemeente ging op zoek naar een nieuwe plek (of de originele) en keek hoe het kunstwerk met de benodigde veiligheidsmaatregelen kon worden gerealiseerd. Desgevraagd leverde de kunstenaar over haar mogelijke medewerking, dat zij het alleen ziet zitten, als er rekening wordt gehouden met de originele opzet, naar beneden glijden over een "dubbelrails" glijbaan onder de metro.